# Публій Ліциній Красс Муціан
Пу́блій Ліци́ній Красс Муціа́н (лат. Publius Licinius Crassus Mucianus), також відомий як Публій Ліциній Красс Дів Муціан (лат. Publius Licinius Crassus Dives Mucianus, 182—130 роки до н. е.) — політичний та військовий діяч Римської республіки, великий понтифік з 132 до 130 року до н. е.

## Життєпис
Походив з родини нобілів Муціїв. Син Публія Муція Сцеволи, консула 175 року до н.е, та Ліцинії, доньки Публія Ліцинія Вара. Втім за невідомих обставин й коли був усиновлений Публієм Ліцинієм Крассом Дівом, консулом 205 року до н. е. Звідси його ім'я — Публій Ліциній Красс Муціан.
Про його діяльність до 132 року до н. е. мало відомостей. Він був прихильників роду Клавдієв Пульхрів, породичався з ними. Також він підтримував реформи Тіберія Семпронія Гракха. У 132 році до н. е. після смерті великого понтифіка Публія Корнелія Сципіона Назіки Серапіона новим головою колегії понтифіків обрано Муціана.
Наступного — 131 року до н. е. — його обрано консулом разом з Луцієм Валерієм Флакком, жерцем-фламіном Марса. Під час своєї каденції домігся прийняття свого закону, що дозволяв в дні календ, нон і нундін витрачати на їжу 30 асів, а в інші дні споживати не більше 3 фунтів (близько 980 грамів) сухого та копченого й 1 фунта (327,4 грама) солоного м'яса.
Того року почалося повстання Аристоніка у колишньому Пергамському царстві. Муціан не допустив спробу свого колеги Флакка відправитися на війну проти пергамців. Флакк не мав права залишати Італію, тому що був жерцем. Утім за згодою сенату та народу сам Муціан вирушив на війну проти Аристоніка. Це був перший випадок, коли великий понтифік добровільно залишив Італію (його попередник Серапіон був вигнаний). Проте у війні з Аристоніком Муціан зазнав невдачі — був розбитий у 130 році до н. е. при фортеці Левкаї (поблизу Смірни) й загинув.

## Родина
Дружина — Клавдія, донька Гая Клавдія Пульхра, консула 177 року до н. е.
Діти:
- Публій
- Ліцинія Старша
- Ліцинія Молодша, дружина Гая Семпронія Гракха